# Il potere del cane (Savage)
Il potere del cane (The Power of the Dog) è un romanzo dello scrittore statunitense Thomas Savage pubblicato nel 1967.

## Trama
In un ranch isolato del Montana del 1925, i fratelli Phil e George Burbank conducono una vita semplice e incentrata sul lavoro. Il rapporto tra i due fratelli è formale, ma stretto, nonostante le differenze tra i due: George è stolido, pacato e silenzioso, mentre il quarantenne Phil ha un'intelligenza acuta, una spiccata vena caustica e grande disprezzo per le convenzioni sociali. Dopo venticinque anni passati insieme come bovari, l'equilibrio del ranch si infrange quando George sposa Rose, la vedova del dottore locale impiccatosi alcuni anni prima.
L'arrivo di Rose al ranch attira le immediate antipatie di Phil, che al tempo stesso innervosisce la nuova padrona di casa fino a spingerla all'alcolismo. Il tesissimo rapporto tra i due cognati porta anche a un raffreddamento nella coppia di sposi: George è sinceramente innamorato di Rose, ma il lavoro e la mancanza di spirito di osservazione gli impediscono di notare la situazione a casa e la disperata infelicità della moglie.
Durante l'estate si reca al ranch per le vacanze anche Peter, il figlio sedicenne di Rose e del primo marito John. Peter è un ragazzo fine ed effeminato, intento a seguire le orme paterne dedicandosi alla medicina. Istigati da Phil, i braccianti assunti dai Burbank lo deridono per la sua effeminatezza e al giovane non rimane altro che rinchiudersi in camera per dedicarsi alla tassidermia o esplorare i dintorni; è proprio durante uno di questi giri esplorativi che Peter vede Phil nudo durante le sue abluzioni mensili.
Phil pensa di usare il ragazzo per sbarazzarsi di Rose: dopo essersi reso conto di quanto sia precario l'equilibrio mentale della donna, decide di allontanare da lei Peter facendoselo amico, con l'intenzione così di far disperare la cognata fino al suicidio. Phil si offre di intrecciare un lazo per l'adolescente, a cui insegna anche a cavalcare e che porta con sé durante le lunghe giornate di lavoro. Il rapporto tra i due si fa molto stretto, con grande disappunto di Rose, che sprofonda sempre di più nella depressione e nell'alcolismo. 
Durante un pomeriggio con Peter, Phil si ferisce alla mano e, una volta tornato a casa, si infuria con Rose dopo aver scoperto che la donna ha venduto il cuoio che teneva da parte per terminare il lazo per l'adolescente. Peter tuttavia lo placa, consegnandogli del cuoio che aveva messo da parte proprio con l'intenzione di imparare a intrecciarlo bene quanto Phil: il bovaro è commosso dal gesto e si rende conto che il suo affetto per Peter è andato ben oltre il suo piano originale per liberarsi di Rose, fino a rievocare l'antico sentimento per Bronco Jones, un cowboy morto da tempo e con cui aveva avuto un legame strettissimo durante la gioventù. Dopo aver trascorso la notte intrecciando il lazo insieme a Peter, Phil si sveglia ammalato la mattina dopo e George lo porta nella cittadina più vicina per farlo curare. L'intervento dei medici risulta tuttavia tardivo e Phil muore dopo due giorni.
Durante il funerale di Phil, Peter rimane al ranch e immagina la cerimonia funebre, leggendo i salmi che i fedeli ascolteranno durante le ultime esequie del cowboy. Più tardi quella sera nota con piacere che la madre e George sono tornati a casa esibendo un rapporto più intimo e rilassato. Mentre si avvia per dare loro il bentornato, Peter ripensa al proprio piano segreto, quello concepito per sbarazzarsi di Phil dopo aver letto che l'infezione da antrace è fatale per l'uomo e che il contagio avviene prevalentemente toccando materiale infetto mentre si hanno delle ferite aperte sulle mani.

## Storia editoriale
Il potere del cane fu pubblicato per la prima volta nel 1967 e, nonostante lo scarso successo commerciale, fu accolto molto positivamente dalla critica statunitense. La scrittrice Annie Proulx ha descritto il romanzo come un capolavoro e lo ha citato come una delle sue maggiori influenze nella stesura del racconto Gente del Wyoming.
Nonostante il successo di critica, le poche copie vendute portarono Il potere del cane a essere rapidamente dimenticato dal grande pubblico; il romanzo fu a tutti gli effetti "riscoperto" dopo la seconda ristampa del 2001, quando il libro si è confermato un buon successo editoriale, tanto da portare anche alla prima pubblicazione dell'opera in Italia nel 2003.

## Adattamento cinematografico
Nel 2021 la regista Jane Campion ha diretto e sceneggiato l'omonimo adattamento cinematografico, interpretato da Benedict Cumberbatch, Kirsten Dunst e Kodi Smit-McPhee nei ruoli principali di Phil, Rose e Peter.

## Edizioni
- Il potere del cane, traduzione di Luisa Corbetta, Ponte delle grazie, 2003, ISBN 9788879285902.
- Il potere del cane, traduzione di Luisa Corbetta, BEAT, 2018, ISBN 978-8865595473.